# Gare d'Andenne
La gare d'Andenne est une gare ferroviaire belge de la ligne 125 de Liège à Namur située à Seilles section de la commune d'Andenne, en Région wallonne, dans la province de Namur. 
Elle est mise en service en 1850 par la Compagnie de chemin de fer de Namur à Liège. C'est une gare de la Société nationale des chemins de fer belges (SNCB) desservie par des trains InterCity (IC), Omnibus (L) et d'Heure de pointe (P).

## Situation ferroviaire
Établie à 78 m d'altitude, la gare d'Andenne est située au point kilométrique (PK) 40,3 de la ligne 125, de Liège à Namur, entre les gares ouvertes de Bas-Oha et de Château-de-Seilles.

## Histoire
La station d'Andenne-Seilles est mise en service le 18 novembre 1850 par la Société des chemins de fer de Namur à Liège et de Mons à Manage avec leurs extensions, lorsqu'elle ouvre à l'exploitation la section principale de sa ligne de Namur à Liège. Elle aurait reçu son nom actuel Andenne au début des années 1980.

### Le bâtiment voyageurs
La Compagnie du Nord - Belge, filiale de la Compagnie des chemins de fer du Nord, édifie à Andenne un bâtiment standard selon le type qui fut construit pour toutes les petites et moyennes gares des Chemins de fer du Nord en France et en Belgique. Il était du même type que celui, qui existe toujours, de la gare de Statte avec comme principale différence qu'à Andenne, le bâtiment disposait de deux ailes de quatre travées.
Ce bâtiment fut gravement endommagé pendant la Seconde Guerre mondiale et démoli par la suite. Un nouveau bâtiment, inauguré en 1954, le remplace. Il s'agit d'une gare de style moderniste, à étage sous un toit plat avec une façade en briques blondes et un soubassement en pierre de taille. Côté rue, l'angle du bâtiment est remplacé par un arrondi ; côté cour à marchandises se trouve une aile de service sans étage. Un auvent en béton protège le quai adjacent des intempéries. La salle d'attente est éclairée par de larges fenêtres tandis que l'étage sert de logement de fonction pour le chef de gare.

## Service des voyageurs

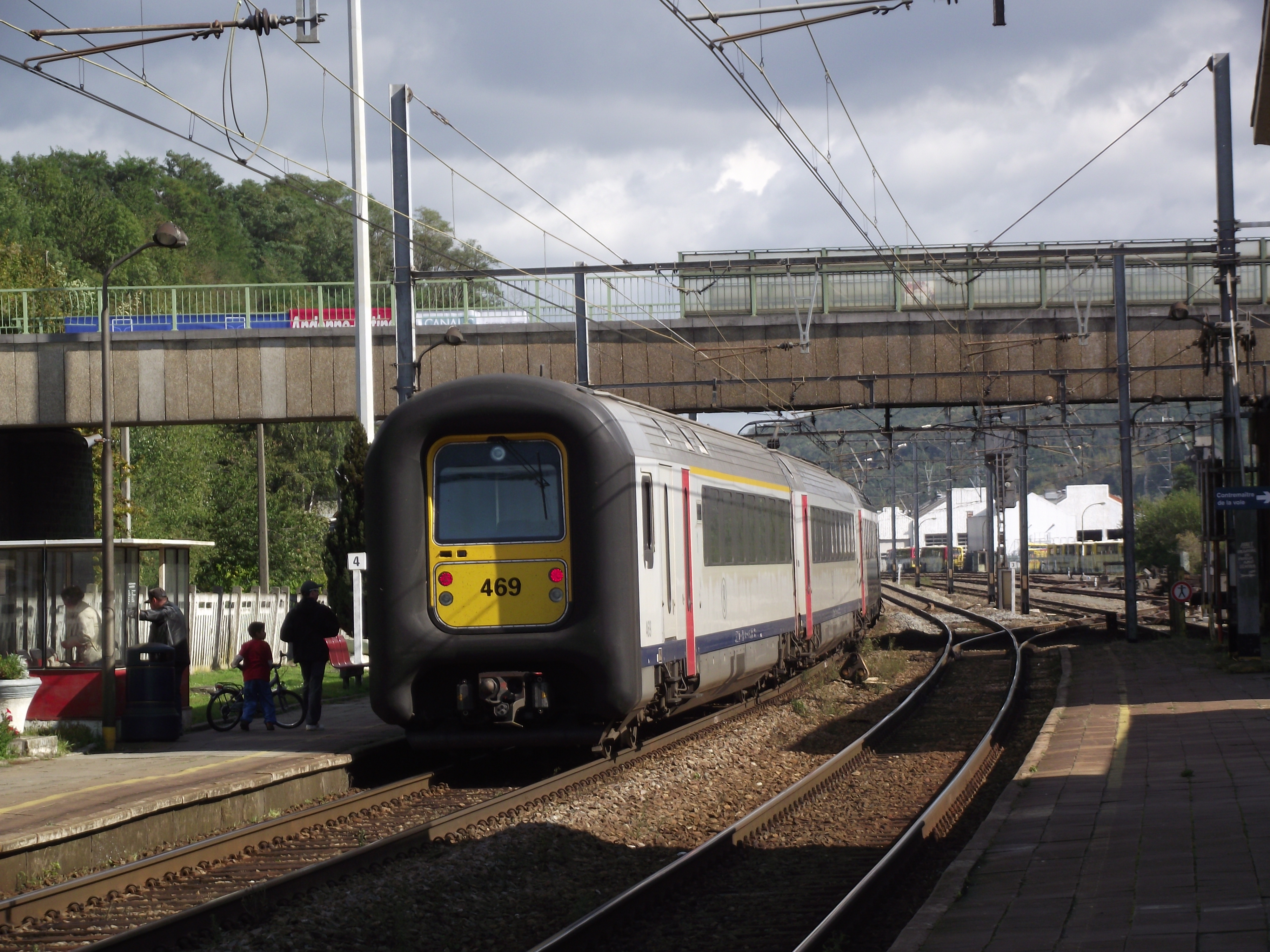
Train InterCity en gare.

### Accueil
Gare SNCB, elle dispose d'un bâtiment voyageurs, avec guichet, ouvert tous les jours. Des aménagements, équipements et services sont à la disposition des personnes à la mobilité réduite.

### Desserte
Andenne est desservie par des trains de la SNCB : 
- IC-18 Liège-Saint-Lambert - Namur - Bruxelles-Midi, uniquement en semaine (prolongés de- et vers Tournai deux fois par jour) ;
- IC-25 Liège-Saint-Lambert - Mons (via Namur, Charleroi et La Louvière), uniquement en semaine ;
- IC-25 Liers - Mouscron (via Namur, Charleroi, La Louvière et Tournai), uniquement le week-end ;
- Omnibus (L) Liège-Guillemins - Namur ;
- Heure de pointe (P) Namur - Huy, uniquement en semaine deux fois par jour (même nombre d'arrêts que les omnibus).

### Intermodalité
Un parc pour les vélos et un parking pour les véhicules y sont aménagés. Des arrêts permettent des correspondances avec des bus du réseau de l'Opérateur de transport de Wallonie (TEC).

## Comptage voyageurs
Ce graphique et tableau montre le nombre de voyageurs embarquant en moyenne durant la semaine, le samedi et le dimanche.
| Nombre de passagers qui embarquent à la gare d'Andenne | Nombre de passagers qui embarquent à la gare d'Andenne | Nombre de passagers qui embarquent à la gare d'Andenne | Nombre de passagers qui embarquent à la gare d'Andenne |
|                                                        | Semaine                                                | Samedi                                                 | Dimanche                                               |
| ------------------------------------------------------ | ------------------------------------------------------ | ------------------------------------------------------ | ------------------------------------------------------ |
| 1977                                                   | 1 113                                                  | 383                                                    | 290                                                    |
| 1978                                                   | 1 221                                                  | 358                                                    | 267                                                    |
| 1979                                                   | 1 360                                                  | 414                                                    | 346                                                    |
| 1980                                                   | 1 222                                                  | 362                                                    | 356                                                    |
| 1981                                                   | 1 431                                                  | 377                                                    | 412                                                    |
| 1982                                                   | 1 388                                                  | 488                                                    | 296                                                    |
| 1983                                                   | 1 385                                                  | 387                                                    | 293                                                    |
| 1984                                                   | 1 315                                                  | 324                                                    | 300                                                    |
| 1985                                                   | 1 237                                                  | 330                                                    | 401                                                    |
| 1986                                                   | 1 162                                                  | 306                                                    | 287                                                    |
| 1987                                                   | 1 042                                                  | 320                                                    | 329                                                    |
| 1988                                                   | 1 371                                                  | 417                                                    | 383                                                    |
| 1989                                                   | 1 167                                                  | 398                                                    | 365                                                    |
| 1990                                                   | 1 027                                                  | 383                                                    | 337                                                    |
| 1991                                                   | 1 056                                                  | 333                                                    | 325                                                    |
| 1992                                                   | 1 195                                                  | 376                                                    | 340                                                    |
| 1993                                                   | 974                                                    | 293                                                    | 287                                                    |
| 1994                                                   | 1 049                                                  | 338                                                    | 251                                                    |
| 1995                                                   | 960                                                    | 310                                                    | 267                                                    |
| 1996                                                   | 1 004                                                  | 305                                                    | 234                                                    |
| 1997                                                   | 1 038                                                  | 321                                                    | 255                                                    |
| 1998                                                   | 1 008                                                  | 346                                                    | 328                                                    |
| 1999                                                   | 1 112                                                  | 378                                                    | 258                                                    |
| 2000                                                   | 1 028                                                  | 426                                                    | 300                                                    |
| 2001                                                   | 1 213                                                  | 276                                                    | 264                                                    |
| 2002                                                   | 1 199                                                  | 426                                                    | 326                                                    |
| 2003                                                   | 1 054                                                  | 360                                                    | 272                                                    |
| 2004                                                   | 1 150                                                  | 336                                                    | 270                                                    |
| 2005                                                   | 1 189                                                  | 420                                                    | 310                                                    |
| 2006                                                   | 1 236                                                  | 437                                                    | 354                                                    |
| 2007                                                   | 1 414                                                  | 417                                                    | 326                                                    |
| 2008                                                   | -                                                      | -                                                      | -                                                      |
| 2009                                                   | 1 370                                                  | 462                                                    | 403                                                    |
| 2010                                                   | -                                                      | -                                                      | -                                                      |
| 2011                                                   | -                                                      | -                                                      | -                                                      |
| 2012                                                   | 1 408                                                  | 530                                                    | 432                                                    |
| 2013                                                   | 1 303                                                  | 572                                                    | 451                                                    |
| 2014                                                   | 1 575                                                  | 580                                                    | 464                                                    |
| 2015                                                   | 1 584                                                  | 451                                                    | 430                                                    |
| 2016                                                   | 1 642                                                  | 594                                                    | 369                                                    |
| 2017                                                   | 1 486                                                  | 510                                                    | 422                                                    |
| 2018                                                   | 1 615                                                  | 418                                                    | 420                                                    |
| 2019                                                   | 1 746                                                  | 499                                                    | 427                                                    |
| 2020                                                   | 1 082                                                  | 334                                                    | 367                                                    |
| 2021                                                   | -                                                      | -                                                      | -                                                      |
| 2022                                                   | 1 479                                                  | 849                                                    | 709                                                    |
| 2023                                                   | 1 651                                                  | 305                                                    | 333                                                    |
| 2024                                                   | 1 466                                                  | 420                                                    | 432                                                    |